# Luc De Grauwe
Luc Désiré Marie De Grauwe (Gent, 10 juni 1948) is een Belgische taalkundige die als hoogleraar verbonden was aan de vakgroep  taalkunde en de afdeling Duits van de Universiteit Gent. Zijn wetenschappelijke interesses zijn onder meer (historische) lexicologie, woordbouw, fraseologie, mediëvistiek en mediëvistische tekstanalyse, theodistiek, Bijbelvertalingen, de oude Germaanse talen (het Gotisch, Oudhoogduits, Oudsaksisch, Oudnederfrankisch/Oudnederlands) en variatielinguïstiek (diatopie/dialectologie).
Niet verwonderlijk doceerde hij dan ook verschillende vakken over hedendaagse en historische Germaanse taalkunde, voor zijn emeritaat op 1 oktober 2013:
- Geschiedenis en typologie van de Germaanse Talen
- Duitse taalkunde "Struktur und Semantik"
- Duitse taalkunde "Phraseologie/Wortbildung"
- Duitse taalkunde: variatielinguïstiek
- Geschiedenis en cultuur van de Duitstalige landen
- Oude talen: Oudsaksisch, Oudhoogduits, Middelhoogduits, Vroegnieuwhoogduits, Gotisch en Oudnederfrankisch
- Duitse economische teksten voor studenten meertalige bedrijfscommunicatie

Bij zijn studenten stond De Grauwe bekend als een ietwat excentrieke, maar goedhartige docent, die naast hoogleraar ook een echte Gentenaar is.
De Grauwe staat bovendien bekend voor de controverse rond het zinnetje " Hebban olla vogala nestas hagunnan inase hic andu thu. Wat unbidan we nu?", waarvan vaak wordt gezegd dat dit het vroegste stukje Nederlands op perkament is. De Grauwe meent echter dat het hier om een Kents dialect gaat.
In 2011 en 2012 kwam De Grauwe samen met zijn collega Gunnar De Boel in het nieuws toen zij hun nieuwe hypothese over de etymologie van het woord fiets bekendmaakten. Volgens hen heeft het woord zijn oorsprong in het Duits en stamt het af van het prefix viez- 'vice-'. Zij gaan ervan uit dat een fiets in bepaalde streken in Duitsland ooit Viez-Pferd oftewel 'vice-paard, vervangpaard' werd genoemd, dat later tot enkel Viez werd verkort (de uitspraak lijkt sterk op fiets). Dit woord werd overgenomen in het Nederlands, waar de sprekers de oorspronkelijke betekenis niet meer herkenden, maar werd in het Duits verdrongen door Fahrrad. Hoewel het woord Viez-Pferd nooit is geattesteerd, zijn wel andere woordvormen met dit prefix in het Rijnlands aangetroffen.

## Werk (selectie)[2]
- De Wachtendonckse Psalmen en Glossen. Een lexicologisch-woordgeografische studie met proeve van kritische leestekst en glossaria (2 dln., Gent 1979-1982, LIV + 592 S; Koninklijke Academie voor Nederlandse Taal- en Letterkunde).

- "Das historische Verhältnis Deutsch-Niederländisch 'revisited'. Zur Nicht-Existenz von Einheitsarealen im Sprachbewußtsein des Mittelalters und der beginnenden Neuzeit", Amsterdamer Beiträge zur älteren Germanistik 35 (1992) 191-205

- "Die Deklination des 'schwierigen' Deutsch(en). Zu einer defizienten Regel in den Grammatiken des Gegenwartsdeutsch", in: Festschrift für Pierre Hessmann = Germanistische Mitteilungen 52 (2000) 99-114

- "Welke taal sprak Keizer Karel?", Handelingen der Maatschappij voor Geschiedenis en Oudheidkunde te Gent 54 (2000), 17-29

- "Eigenständigkeit einst und jetzt. Zu einigen Parallelen in Geschichte und Gegenwart des 'Flämischen' und des Niederdeutschen", in: Vulpis Adulatio. Festschrift für Hubertus Menke zum 60. Geburtstag, hg. v. Robert Peters, Horst P. Pütz, und Ulrich Weber (Heidelberg: C. Winter 2001) 299-313

- "'Isn't it good Norwegian wood?' Verweiswörter und jüngere Entlehnungen aus dem Nordischen ins Westgermanische", in: Sprachkontakt und Areallinguistik: Europa, hg. von Torsten Leuschner = Linguistik online 8 (2001), Nr. 1/2001, 9 blz.

- "Jesu mîn trô(o)st. Die bekannte Vorstellung des 'Christus concolator', bes. in den geistlichen Spielen des Mittelalters", in: 'Et respondeat' - Studien zum deutschen Theaters des Mittelalters. Festschrift für Prof. Dr. Johan Nowé anlässlich seiner Emeritierung, hg. v. Katja Scheel (Leuven University Press 2002)

- "Theodistik. Zur Begründung eines Faches und ein Plädoyer für eine kontinentalwestgermanische Sicht auf die neuzeitliche Bifurkation Deutsch/Niederländisch", in: Die deutsche Schriftsprache und die Regionen. Entstehungsgeschichtliche Fragen in neuer Sicht, hrsg. von Raphael Berthele, Helen Christen, Sibylle Germann und Ingrid Hove (Berlin, New York: Walter de Gruyter 2003) 127-156

- met Gunnar De Boel: "Fiets 'Ersatzpaard': de etymologische kwestie revisited en beslecht?", in Tijdschrift voor Nederlandse Taal- en Letterkunde (2011), Nr. 127(4), p.327-342.

- Bibsys: 90321118
- Digitale Bibliotheek voor de Nederlandse Letteren: grau006
- Gemeinsame Normdatei: 172042445
- International Standard Name Identifier: 0000 0000 6147 5721
- Library of Congress Control Number: n80074100
- Nationale Bibliotheek van Tsjechië: mub2017959409
- Nationale Bibliotheek van Polen: a0000002286216
- Nederlandse Thesaurus van Auteursnamen: 069008310
- Réseau des bibliothèques de Suisse occidentale: 02-A009286042
- Système universitaire de documentation: 077451449
- Virtual International Authority File: 43138128
- WorldCat: E39PBJcGpWHWgtH4Q6kw3gwBfq